# Madonna z długą szyją
Madonna z długą szyją (wł. Madonna dal collo lungo) – ostatni obraz włoskiego malarza manierystycznego Parmigianina, namalowany w latach 1534–1540.

## Historia obrazu
Obraz zlecony w 1534 roku, miał ozdobić jedną z kaplic kościoła Santa Maria dei Servi w Parmie. Miał zostać wykonany w ciągu jednego roku, jednakże jeszcze w 1540 roku po śmierci mistrza znajdował się w jego pracowni, a jego prawa strona była niedokończona. W 1698 roku obraz znalazł się w zbiorach wielkiego księcia Toskanii Ferdynanda Medyceusza. Obecnie znajduje się w zbiorach Galerii Uffizi.

## Opis i symbolika obrazu
Obraz jest przykładem manieryzmu włoskiego. Przedstawia Matkę Boską z Dzieciątkiem, przy czym postacie są nienaturalnie wydłużone i przedstawione są w paradoksalnych pozach, zrywając tym samym z kanonem malarstwa renesansowego. Po lewej stronie znajdują się postacie o niewyjaśnionym znaczeniu. Dzieło jest alegorią dogmatu Niepokalanego Poczęcia, gdzie długa szyja była atrybutem Madonny i odnosiła się do hymnu maryjnego Collum tuum ut colonna (Twoja szyja jak kolumna). Parmigianino w tle za postaciami nawiązując do hymnu namalował kolumnę. Po lewej stronie nagi anioł trzyma owalną wazę w kształcie jaja, na której pierwotnie znajdował się krzyż, a która według słów liturgii miał odnosić się do Marii jako mistycznego naczynia, w którym dokonała się inkarnacja Chrystusa. Sama postać Madonny, według alchemii, przypominała kształtem athanor, czyli macierz dzieła alchemicznego, dzieciątko natomiast przedstawia Chrystusa – Lapisa.
Obraz wyróżnia się asymetrią spotęgowaną czerwoną draperią, wiszącą nad postaciami aniołów i pustą przestrzenią z prawej strony. Po prawej stronie, w dolnym rogu, znajduje się prawdopodobnie zdeformowana postać św. Hieronima rozwijającego pergamin.